# سزن آکسو
سِزِن آکسو (به ترکی استانبولی: Sezen Aksu) با نام اصلی فاطمه سزن ییلدیریم (Fatma Sezen Yıldırım) خواننده موسیقی پاپ کشور ترکیه و زاده ۱۳ جولای ۱۹۵۴ است. او از آهنگسازان بنام ترکیه است و تاکنون بیش از ۴۰ میلیون از آلبوم‌های وی به فروش رفته‌ است.
از وی به عنوان «ملکه موسیقی ترکیه» نیز یاد می‌کنند. او خوانندگان زیادی را به ترکیه تقدیم کرده‌است.

## زندگی‌نامه
سزن آکسو تحصیلات مدرسه خود را در دبیرستان دخترانه ازمیر به پایان رساند و به خواست پدرش وارد دانشکده زراعت دانشگاه اژه شد.

### موسیقی
سزن موسیقی سنتی را از روشدو شارداغ فرا گرفت و همزمان در کلاس‌هایی نقاشی و بازیگری نیز شرکت می‌کرد. اونو تونچ و آتیللا اوزدمیراوغلو، نقش بسیار مهمی در پیشرفت کاری وی داشته‌اند.
از سزن آکسو ۸ صفحه ۴۵ دور، ۳ آلبوم سینگل و ۲۷ آلبوم منتشر شده‌است. او در نزدیک به ۱۵ آلبوم نیز به عنوان هنرمند میهمان حضور داشته است. وی تهیه‌کننده موسیقی شماری از هنرمندان بوده است. ترانه‌های او را خوانندگان ترک و غیر ترک بسیاری بازخوانی کرده‌اند. سزن در بیش از ۲۰ کشور، نزدیک به ۱۵۰۰ کنسرت برپا کرد.

### بازیگری
سزن آکسو فعالیت‌های گوناگونی در بازیگری دارد. او در سال ۱۹۷۸ برای نخستین بار در فیلم مینیک سرچه ساخته عاطف ییلماز، به همراه بولوت آراس، نقش اول را بر عهده گرفت. در سال ۱۹۸۱ به همراه عادیله ناشیت، شنر شن و آلتان اربولاک در فیلم موزیکال سزن آکسو و کازینواش و در سال ۱۹۸۶ در فیلم موزیکال هزار سال قبل، هزار سال بعد بازی کرد. همچنین در سال ۱۹۹۰ به همراه فرهان شنسوی در فیلم تنهایی بزرگ ساخته یاووز اوزکان در نقش اول بازی کرد.

### کتاب شعر
در سال ۲۰۰۶ شعرهای او در کتابی با نام شعر اکسک منتشر شدند.

## زندگی شخصی
در سن جوانی با حسن یوکسکتپه (Hasan Yüksektepe) ازدواج کرد. این دو پس از مدت کوتاهی طلاق گرفتند. در آغاز زندگی حرفه ای خود، وی با علی انگین آکسو (Ali Engin Aksu) ازدواج کرد که نام خانوادگی وی را ثبت و بعداً از آن استفاده کرد. در ۱۰ ژوئیه ۱۹۸۱ سزن در حالی که فرزندشان را باردار بود با سینان اوزر (Sinan Özer) ازدواج کرد که ازدواج این دو در سال ۱۹۸۳ به جدایی انجامید. ازدواج وی با روزنامه‌نگار احمد اوتلو (Ahmet Utlu) در سال ۱۹۹۳ نیز کوتاه مدت بود و در ۱۹۹۷ به طلاق منجر شد.

## اتهام توهین به مقدسات
در ژانویه ۲۰۲۲ یک دادخواست کیفری علیه سزن آکسو به عنوان توهین به مقدسات مطرح شد. این شکایت، مربوط به ترانه «شاهانه بیر شی یاشاماق» است که او در سال ۲۰۱۷ به همراهی یاشار گاگا منتشر کرد. سزن آکسو در بخشی ترانه می‌گوید: «سلام کنید بر آن آدم و حوای جاهل». سزن آکسو در دسامبر ۲۰۲۱ نماهنگ تازه‌ای را برای این ترانه منتشر کرد. دو هفته پس از آن حساب‌های شبکه‌های اجتماعی عمدتا حامی دولت کارزاری علیه آکسو به راه انداختند و سیاستمداران و سازمان‌های غیردولتی و رسانه‌های طرفدار دولت رجب طیب اردوغان، مانند دولت باحچلی، مصطفی آچیکگوز، مراد شاهین، و احمد محمود اونلو، سزن آکسو را هدف قرار دادند.
در مقابل، برخی خواننده‌ها و هنرمندان از سزن آکسو پشتیبانی کردند. مصطفی صندل پس از اعلام حمایت از آکسو تهدید شد.